# Beşiktaş JK (piłka siatkowa kobiet)
Beşiktaş JK – żeński klub piłki siatkowej z Turcji. Został założony w 1986 roku z siedzibą w mieście Stambuł. Występuje w Voleybolun 1.Ligi.

### Sezon 2025/2026

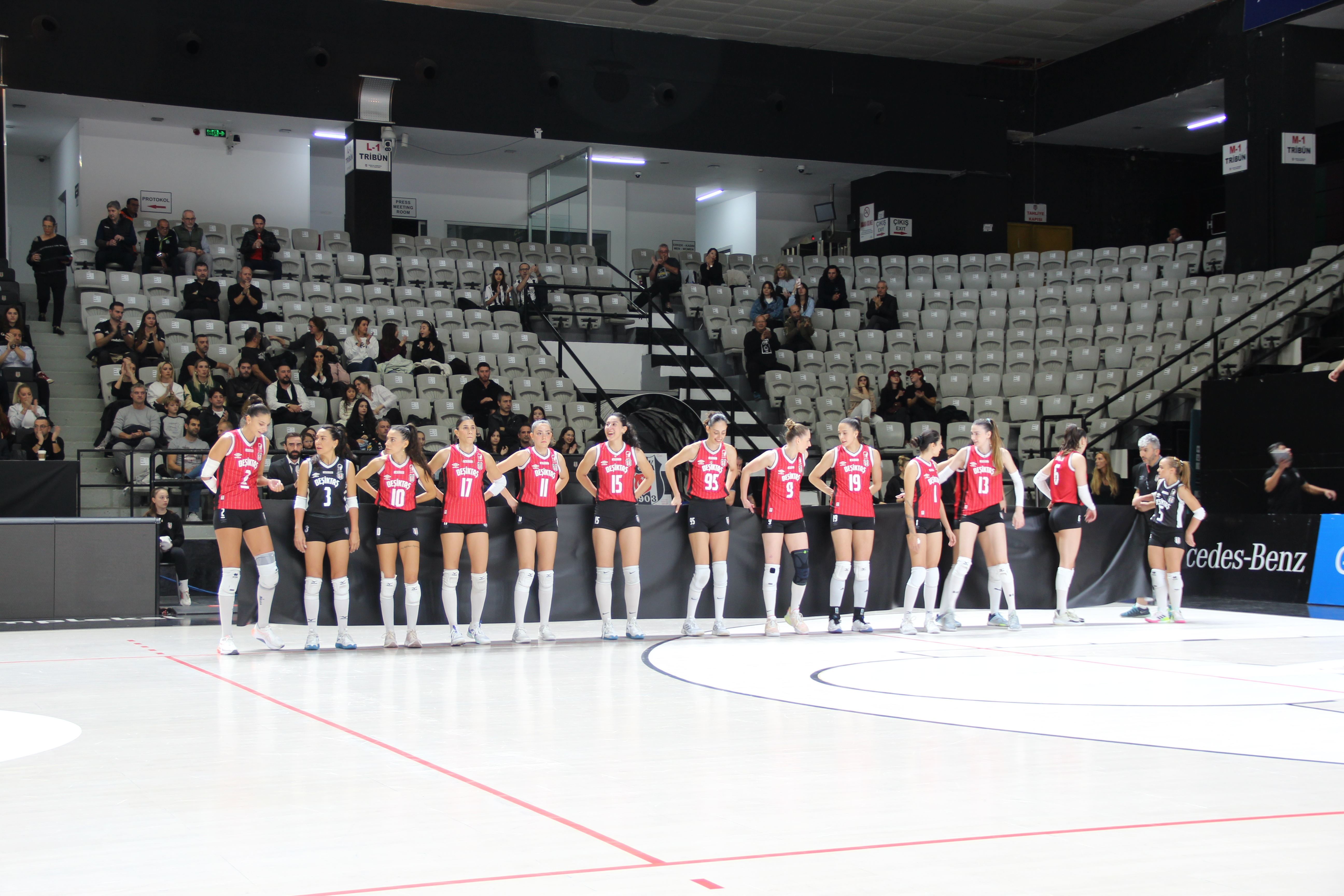
Zawodniczki Beşiktaşu Stambuł w sezonie 2024/2025

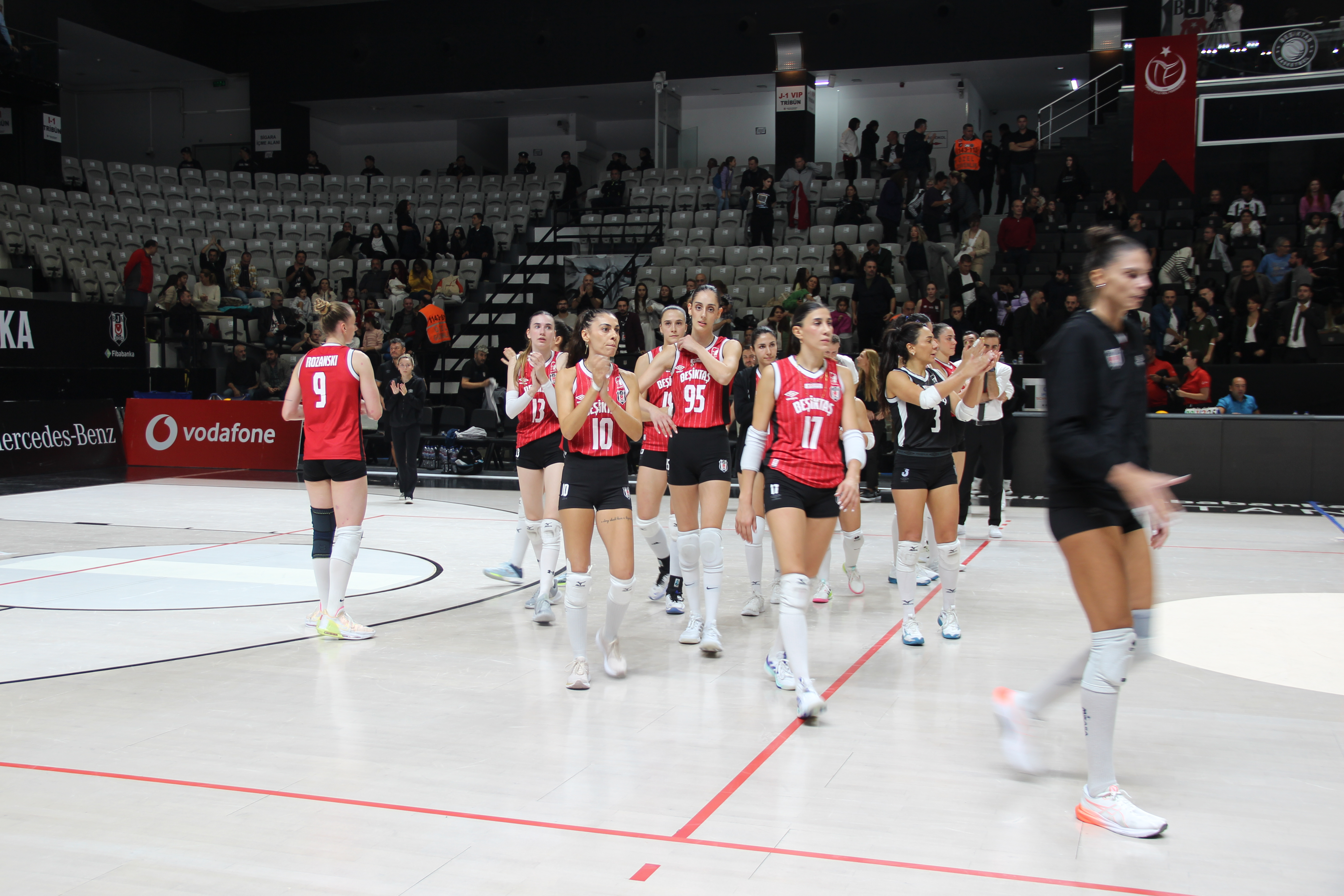
Zawodniczki Beşiktaşu Stambuł w sezonie 2024/2025

## Sukcesy
Liga turecka:
- 1996, 1997, 2004
- 1995, 2002, 2003, 2006

Puchar Challenge:
- 2014

## Polki w klubie
| Sezon     | W trakcie sezonu | Imię i nazwisko   |
| --------- | ---------------- | ----------------- |
| 2017/2018 |                  | Maja Tokarska     |
| 2024/2025 | Olivia Różański  |                   |
| 2024/2025 | od 30.01.2025    | Julia Szczurowska |
| 2025/2026 |                  | Julia Szczurowska |

## Kadra

### Sezon 2025/2026[2]
- 4.  Julia Szczurowska
- Angela Leyva
- Diana Meluszkyna
- Margarita Kuriło
- Buse Kayacan
- Idil Naz Başcan
- Zeynep Sude Demirel
- Ceren Karagöl
- Ceren Nur Domaç
- Buket Gülübay
- Cansu Aydınoğulları
- Yasemin Özel
- Selin Adalı

### Sezon 2024/2025
- 1.  Hümay Topaloğlu Fırıncıoğlu
- 2.  Jovana Brakočević-Canzian
- 3.  Gizem Güreşen
- 4.  Julia Szczurowska (od 30.01.2025)
- 5.  Alara Altundağ
- 6.  Saliha Şahin
- 9.  Olivia Różański
- 10.  Merve Tanıl
- 11.  Derya Güç
- 13.  Dilay Özdemir
- 14.  Begüm Kaçmaz
- 15.  Bengisu Aygün
- 17.  Merve Nezir
- 19.  Emily Maglio
- 20.  Sude Gümüş
- 95.  Beliz Başkır

### Sezon 2023/2024
- 1.  Duru Aksu
- 2.  Jovana Brakočević-Canzian
- 3.  Gizem Güreşen
- 4.  Ecem Aknam
- 5.  Pelin Eroktay
- 6.  Hilal Kocakara
- 7.  Çağla Akın
- 8.  Wiktorija Demidowa
- 9.  Wilma Salas
- 10.  Fulden Ural (do 16.01.2024)
- 11.  Bahar Toksoy Guidetti
- 13.  Jekatierina Jefimowa (do 01.01.2024)
- 14.  Sude Naz Uzun
- 15.  Bengisu Aygün
- 18.  Celeste Plak (od 08.11.2023)
- 19.  Emily Maglio (od 07.11.2023)
- İdil Naz Başcan (od 27.01.2024)

### Sezon 2018/2019
- 1.  Merve Tanıl
- 2.  Zeynep Üzen
- 3.  Yvon Beliën
- 4.  Arelya Karasoy
- 5.  Janset Cemre Erkul
- 7.  Ołesia Rychluk
- 8.  Mia Jerkov
- 9.  Dilara Bilge
- 10.  Merve Ikbal Albayrak
- 11.  Hümay Fırıncıoğlu
- 12.  Pınar Eren
- 13.  Rida Erlalelitepe
- 14.  Fatma Beyaz
- 15.  Tuğçe Ersan
- 17.  Ceren Kapucu

### Sezon 2017/2018
- 1.  Maja Tokarska
- 3.  Seda Uslu Eryüz
- 5.  Şeyma Ercan
- 6.  Ceylan Arısan
- 7.  Ołesia Rychluk
- 8.  Dilara Bilge
- 9.  Marharyta Azizowa
- 10.  Merve Gülaç
- 11.  Pınar Eren
- 12.  Hümay Topaloğlu
- 14.  Simay Gazi
- 18.  Pelin Beydüz
- 19.  Olga Biriukowa

### Sezon 2016/2017
- 1.  Hélène Rousseaux
- 2.  Tuğba Şenoğlu
- 4.  Yoana Palacios
- 5.  Kseniya Poznyak
- 6.  Lise Van Hecke
- 7.  Çağla Akın
- 8.  Dilara Bilge
- 9.  Gizem Giraygil
- 10.  Merve Gülaç
- 11.  Hümay Topaloğlu
- 12.  Bihter Dumanoğlu
- 14.  Zehra Tönge
- 18.  Zehra Güneş
- 20.  Yasemin Güveli

### Sezon 2015/2016
- 3.  Aksana Kawalczuk
- 5.  Cansu Özbay
- 6.  Yarimar Rosa
- 7.  Natalia Hanikoğlu
- 9.  Melike Çınar
- 10.  Merve Gülaç
- 11.  Ezgi Kapdan
- 12.  Aslı Türker
- 14.  Tülin Altıntaş
- 15.  Alena Hurkova
- 17.  Nazlı Alkan
- 18.  Ceylan Arısan
- 20.  Ece Hocaoğlu

### Sezon 2014/2015
- 1.  Pelin Emniyetli
- 2.  Sinem Barut
- 4.  Gina Mambrú
- 5.  Elif Onur
- 7 . Vesna Đurisić
- 8.  Nilay Konar
- 9.  Ayça Naz İhtiyaroğlu
- 10. Seda Türkkan
- 11. Miniriye Vatansever
- 13. Selime İlyasoğlu
- 14. Seray Altay
- 15. Sanja Starović
- 18. Linda Morales

### Sezon 2013/2014
- 1.  Marina Tumas
- 2.  Naz Döner
- 3.  Zeynep Seda Eryüz
- 5.  Gabriela Koeva
- 6.  Dilek Kınık
- 7.  Natalia Hanikoğlu
- 8.  Nilay Konar
- 9.  Ayça Naz İhtiyaroğlu
- 10. Seda Türkkan
- 12. Tülin Altıntaş
- 13. Selime İlyasoğlu
- 14. Yamila Nizetich
- 17. Ceyda Aktaş
- 18. Dicle Nur Babat

### Sezon 2012/2013
- 1.  Yağmur Koçyiğit
- 2.  Çağla Akın
- 3.  Zeynep Seda Eryüz
- 4.  Ana Lazarević
- 5.  Funda Bilgi
- 7.  Natalia Hanikoğlu
- 8.  Dicle Nur Babat
- 9.  Gabriela Koewa
- 10. Aslı Köprülü
- 11. Tülin Altıntaş
- 13. Fatma Sinem Karamuk
- 14. Ece Hocaoğlu
- 17. Tuğba Toprak

### Sezon 2011/2012
- 2.  Sinem Barut
- 3.  Seyma Ercan
- 4.  Özlem Ozcelik
- 5.  Olena Gasukha
- 6.  Duygu Sipahioglu
- 7.  Zülfiye Gündogdu
- 9.  Tanya Sabkova
- 10.  Yeliz Askan
- 11.  Cansu Aydınoğulları
- 12.  Eren Pinar
- 13.  Hilal Yabuz
- 14.  Olcay Gülşah
- 15.  Maiko Kano
- 17.  Gülbahar Akgul